# Угриньковский сельский совет
Угриньковский сельский совет (укр. Угриньківська сільська рада) — входит в состав
Залещицкого района
Тернопольской области
Украины.
Административный центр сельского совета находится в 
с. Угриньковцы.

## Населённые пункты совета
- с. Угриньковцы
- с. Бересток
- с. Хартоновцы